# میخک صدپر
با گیاه گل میخک اشتباه نشود
میخک صدپر (به انگلیسی: Clove) نوعی از گیاهان دارویی، درخت این گیاه در تمام طول سال سبز است. گلهای این گیاه دارای بوی معطر قوی می‌باشد و ارتفاع درخت ۱۰ تا ۱۲ متر است و گاهی تا ۲۰ متر هم رشد می‌کند و دارای برگهایی بزرگ و با گل‌هایی سرخ می‌باشد. جوانه‌های گل در ابتدا کم رنگ هستند و به تدریج تبدیل به سبز و پس از ان به رنگ قرمز تبدیل می‌شود، در این هنگام میوه‌های درخت آماده برداشت هستند. و به عنوان ادویه در ترشیجات استفاده می‌شود و از دانه‌های آن به عنوان داروهای پزشکی نیز استفاده می‌شود. میخک صدپر در حال حاضر در درجه اول در کشورهای هند، اندونزی، ماداگاسکار، زنگبار، پاکستان، ویتنام و سری لانکا برداشت می‌شود.

## موارد استفاده

### خوراکی
میخک صدپر را می‌توان در پخت‌وپز استفاده کرد، هندیها در طول تاریخ از این گیاه در غذاهای خود استفاده می‌کرده‌اند و به عنوان ادویه معطر به برنج اضافه می‌کردند. میخک صدپر کمتر در غذاهای روزمره استفاده می‌شود و بیشتر خواص طبی دارد و موجب افزایش حرارت بدن می‌شود. میخک صدپر خشک نیز در بعضی از مناطق هند به عنوان عطر چایی استفاده می‌شود به ویژه منطقه گجرات.
در غذاهای مکزیکی به همراه زیره و دارچین در خوراک استفاده می‌شود.
همچنین در پنیر به همراه زیره سبز و خورش‌ها نیز استفاده می‌شود. مصرف بیش از حد ان موجب بیهوشی می‌شود.

### چای میخک
برای تهیه چایی یا دم کرده میخک مقدار ۱۰ گرم میخک را با یک لیتر آب جوش مخلوط کرده و به‌مدت ۵ دقیقه دم کنید.

### غیر خوراکی
از نوع صورتی ان برای دفع ادرار و درمان عفونت‌های ادراری و سوزش آن، ضدعفونی‌کننده معده و التیام زخم و سردرد و ضدعفونی و تسکین دندان درد استفاده می‌شود. همچنین در چین و ژاپن برای بخور دادن استفاده می‌شود و اسانس ان در بسیاری از عطرها استفاده می‌شود.
در اندونزی در سیگار هم استفاده می‌شود، سال ۲۰۰۹ در ایالات متحده آمریکا این نوع سیگار غیرقانونی اعلام شد.
به دلیل خواص ضدعفونی کننده، در چین برای درمان سکسکه استفاده می‌شده‌است از آنجا که این گیاه بسیار گرم‌کننده‌است مورد استفاده برای افرادی که ناتوانی جنسی داشته اندو جلوگیری از انزال زودرس نیز استفاده می‌شده، از روغن گل میخک صدپر برای درمان آکنه، جوش، کاهش حساسیت‌های پوستی و همچنین درمان سوختگی‌های شدید استفاده می‌شود. همچنین دارای خواص دیگری از جمله، دفع پشه، کاهش تب، وکاهش سطح قند خون نیز می‌باشد.

## اطلاعات غذایی
در هر قاشق غذاخوری از میخک صدپر (۶٫۶ گرم)
- کالری: ۲۱
- چربی: ۱٫۳۲
- چربی‌های اشباع شده: ۰٫۳۵
- کربوهیدرات: ۴٫۰۴
- فیبر: ۲٫۳
- پروتئین: ۰٫۳۹
- کلسترول: ۰

## تاریخچه
تا قبل از دوران مدرن غرب میخک صدپر مورد استفاده شرق‌ها بوده‌است و با ورود غربی‌ها به شرق با این گیاه آشنا شدند و از ان استفاده کردند، میخک صدپر به همراه جوز هندی و فلفل در روم باستان به شدت با ارزش بوده‌اند و در قرون وسطی به عنوان یک کالای با ارزش در اقیانوس هند در تجارت‌ها استفاده می‌شده‌است ارزش یک کیلوگرم میخک صد پر در ان زمان برابر با ۷ گرم طلا بود است.
در اواخر قرن پانزدهم پرتغال مقادیر زیادی از این گیاه را به اروپا آورد. به علت ارزش بالای ان اسپانیا در فکر تجارت این گیاه در اقیانوس هند شد و بعدها موفق به گرفتن این تجارت از پرتغالی‌ها شدند. در قرن هفدهم تجارت ان تحت سلطه هلندی‌ها در آمد.